# 모재현
모재현(牟在現, 1996년 9월 24일 ~ )는 대한민국의 축구 선수로 포지션은 오른쪽 윙어, 센터포워드, 왼쪽 윙어이며 현재 K리그1 강원 FC 소속이다.

## 클럽 경력
2017년 수원 FC에 입단하며 프로무대에 입문하였다. 9월 2일에 열린 서울 이랜드 FC와 경기에서 프로 데뷔골과 더불어 멀티골을 기록하며 팀의 8경기만에 승리를 이끌었다.
2021 시즌을 앞두고 FC 안양으로 이적했다.
2022 시즌을 앞두고 경남 FC에 입단했다.

## 참고 자료
- 당찬 '신인' 수원FC 모재현, "가진 걸 보여주면 충분히 통한다